# Artdink
Artdink est une société japonaise de création de jeux vidéo créé en 1986 par Tatsuo Nagahama.
Parmi leurs jeux les plus connus, on trouve la série des A-Train (A-Ressha de Ikō) qui sont des jeux de gestion de compagnie ferroviaire.

## Ludographie
- 1985 : A-Ressha de Ikō
- 1986 : Chikyū Bōei Gun
- 1988 : How Many Robot
- 1988 : Arctic
- 1988 : A-Ressha de Ikō II
- 1988 : A-Ressha de Ikō II: Shin Map
- 1988 : Double Eagle: Tricky Hole
- 1988 : Double Eagle
- 1988 : Daikairei: Dainippon Teikoku Kaigun no Kiseki
- 1989 : Daikairei: Dai Nippon Teikoku Kaigun no Kiseki
- 1989 : Daikairei: Nankai no Shitō
- 1989 : Daikairei: Power Kit to Shin Scenario Make Kit
- 1989 : Far Side Moon: Chikyū Bōeidan 2
- 1989 : Railroad Empire
- 1990 : Daikairei: Nankai no Shitō Tsuika Scenario
- 1990 : Daikairei: Tsuika Scenario
- 1990 : Daikairei: Nankai no Shitō Gentei Okaidokuban
- 1990 : A-Ressha de Ikō II: Gentei Okaidoku Han
- 1990 : Daikairei: Dai Nippon Teikoku Gentei Okaidokuban
- 1990 : Kikō Shidan
- 1990 : Eikan wa Kimi ni: Kōkō Yakyū Zenkoku Taikai
- 1990 : A-Ressha de Ikō III
- 1991 : A-Ressha de Ikō III Map Construction
- 1991 : A-Ressha de Ikō III Map Construction Shin Map Tsuki
- 1991 : Eikan wa Kimi ni 2: Kōkō Yakyū Zenkoku Taikai
- 1991 : The Atlas
- 1991 : Sekigahara
- 1992 : A Ressha de Ikō MD
- 1992 : The Atlas HD Senyō Ban
- 1992 : Big Honour: 3D Artifical Reality Professional Golf World
- 1992 : Big Honour
- 1992 : Kikō Shidan II
- 1992 : Tokio
- 1992 : Tokio: Tokyo-to Dai 24 Ku
- 1993 : The Atlas II
- 1993 : A.III: A-Ressha de Ikō III
- 1993 : Eikan wa Kimi ni 3: Kōkō Yakyū Zenkoku Taikai
- 1993 : Lunatic Dawn
- 1993 : A-Ressha de Ikō IV
- 1994 : The Atlas: Renaissance Voyager
- 1994 : A-Ressha de Ikō 4 Map Construction + Power Up Kit
- 1994 : Tenka Gomen
- 1994 : Lunatic Dawn II
- 1994 : A. IV Evolution: A-Ressha de Ikō 4
- 1994 : HR2: Let's Make a Taller Building than Anyone Does!
- 1995 : Kassen Sekigahara
- 1995 : Aquanaut's Holiday
- 1995 : Rome Wasn't Built in a Day
- 1995 : Tokio 2
- 1995 : AIII S.V.: A-Ressha de Ikō 3 Super Version
- 1995 : A-Train: Trains - Power - Money
- 1995 : Lunatic Dawn FX
- 1995 : Carnage Heart
- 1995 : Lunatic Dawn: The Book of Future
- 1996 : Tail of the Sun
- 1996 : Aquanaut no Kyūjitsu: Memories of Summer 1996
- 1996 : Ogre Battle: The March of the Black Queen  (édition de la version PlayStation au Japon)
- 1996 : ToPoLo
- 1996 : SimCity 2000 (édition de la version PlayStation au Japon)
- 1996 : A5: A-Ressha de Ikō 5
- 1996 : BlitzStrasse
- 1997 : Lunatic Dawn: Passage of the Book
- 1997 : Carnage Heart EZ: Easy Zapping
- 1997 : Kaze no Notam
- 1997 : Tactics Ogre: Let Us Cling Together (édition de la version PlayStation au Japon)
- 1997 : C.E.O.
- 1998 : No One Can Stop Mr. Domino
- 1998 : Neo Atlas
- 1998 : The Conveni Special
- 1998 : Colony Wars (édition de la version PlayStation au Japon)
- 1998 : Navit
- 1998 : Zeus: Carnage Heart Second
- 1998 : The FamiRes
- 1998 : Susume! Kaizoku
- 1998 : Lunatic Dawn III
- 1999 : Vampire: Kyūketsuki Densetsu
- 1999 : A-Ressha de Ikō Z: Mezase! Tairiku Ōdan
- 1999 : Aquanaut no Kyūjitsu 2
- 1999 : Eikan wa Kimi ni 4
- 1999 : Neo Atlas II
- 1999 : Zeus II: Carnage Heart
- 1999 : Lunatic Dawn Odyssey
- 2000 : A-Train 6
- 2000 : Turnabout
- 2000 : Lunatic Dawn IV
- 2000 : BCV: Battle Construction Vehicles
- 2000 : Lagnacure (réédition de la version PlayStation au Japon)
- 2000 : Lagnacure Legend
- 2000 : Eikan wa Kimini: Kōshien e no Michi
- 2000 : Kowloon's Gate
- 2000 : Mahjong Gokū Taisei
- 2000 : Lunatic Dawn: 3rd Book
- 2000 : Neo Atlas III
- 2001 : Lunatic Dawn Tempest
- 2001 : A-Ressha de Ikō 2001
- 2001 : Basic Studio: Powerful Game Kōbō
- 2001 : Mr. Golf
- 2001 : Train Kit for A-Ressha de Ikō 2001
- 2001 : Eikan wa Kimini: Kōshien no Hasha
- 2001 : Shinseiki Evangelion: Typing E-Keikaku
- 2001 : The Seed: WarZone
- 2001 : Nihongo Daijiten
- 2001 : Gendai Yōgo no Kiso Chishiki 2001
- 2001 : Katei no Igaku TV Ware Series
- 2001 : Pro Atlas for TV: Tōkai
- 2001 : Pro Atlas for TV: Kinki
- 2001 : Pro Atlas for TV: Shutoken
- 2001 : Pro Atlas for TV: Zengokuban
- 2002 : A-Ressha de Ikō 2001 Perfect Set
- 2002 : Motto Golful Golf
- 2004 : Eikan wa Kimini 2004: Kōshien no Kodō
- 2005 : Sōkyū no Fafner: Dead Aggressor
- 2005 : Zipang
- 2005 : Gundam Battle Tactics
- 2006 : Lisa to Issho ni Tairiku Ōdan: A-Ressha de Ikō
- 2006 : Carnage Heart Portable
- 2006 : Gundam Battle Royale
- 2006 : A-Train HX
- 2007 : Gundam Battle Chronicle
- 2008 : Aquanaut's Holiday: Kakusareta Kiroku
- 2008 : Macross Ace Frontier
- 2009 : A-Ressha de Ikō DS
- 2009 : Macross Ultimate Frontier
- 2010 : A-Train 9
- 2010 : Carnage Heart EXA
- 2010 : A-Ressha de Ikō DS: Navigation Pack
- 2011 : Macross Triangle Frontier
- 2012 : Kidō Senshi Gundam Seed: Battle Destiny
- 2013 : Macross 30: Ginga o Tsunagu Utagoe
- 2014 : Dragon Ball Z: Battle of Z
- 2014 : A-Train 3D: City Simulator
- 2014 : A-Train 9 V3.0: Railway Simulator
- 2015 : The Atlas: Legend Pack
- 2015 : Lunatic Dawn: Legend Pack
- 2015 : Eikan wa Kimi ni: Legend Pack
- 2015 : Sword Art Online: Lost Song
- 2015 : A-Train 9 V4.0 : Japan Rail Simulator
- 2016 : Macross Delta Scramble
- 2016 : Neo Atlas 1469
- 2016 : A-Ressha de Ikō 3D NEO
- 2016 : A-Train PC Classic - Minna no A-Ressha de Ikō PC
- 2017 : Dragon Ball Z: Battle of Z - Celebration Pack
- 2017 : Accel World vs. Sword Art Online: Millennium Twilight
- 2017 : Accel World vs. Sword Art Online: Deluxe Edition
- 2017 : A-Train Express
- 2019 : A-Ressha de Ikō Exp. +
- 2022 : Triangle Strategy